# Lévai Márton
Lévai Márton (Tatabánya, 1992. április 29. –) világbajnok, Európa-bajnoki ezüstérmes magyar válogatott vízilabdázó kapus. A Ferencvárosi TC játékosa.

## Pályafutása
2023. július 6-án bejelentették, hogy a Vasasnál folytatja pályafutását.
2025. június 5-én hivatalossá vált, hogy a Ferencvárosi TC lesz az új csapata.

## Sikerei
- Magyar bajnokság
  - ezüstérmes (5): 2013, 2014, 2019, 2021, 2022,[4] 2023,[5] 2024, 2025
- Magyar kupa
  - győztes (1): 2010
- LEN-Európa-kupa
  - ezüstérmes (1): 2021[6]
- Világkupa
  - ezüstérmes (1): 2014
- Európa-bajnokság
  - második (1): 2022
- Világbajnokság
  - győztes (1): 2023[7]